# Jon Henrik Fjällgren
Jon Henrik Mario Fjällgren (* 26. dubna 1987 Cali, Kolumbie) je švédsko-sámský zpěvák a joikař, interpret sámského tradičního zpěvu joik. Stal se vítězem talentové soutěže Talang Sverige 2014 , švédské verze britské soutěže Got Talent, v českých televizích známé jako Česko Slovensko má talent. Po svém vítězství v soutěži vydal hudební album Goeksegh.

## Životopis
Fjällgren se narodil v Cali v jihoamerické Kolumbii.  Ve velmi mladém věku žil ve vesnici kolumbijských domorodců a později se dostal do sirotčince. Poté si jej osvojila švédská sámská rodina a stal se součástí sídské komunity ve vesnici Mittådalen, kde se živil jako pasák sobů. Fjällgren v několika rozhovorech uvedl, že byl jako dítě šikanován, jednak kvůli své tmavší pleti, jednak kvůli příslušnosti k Sámům. V období dospívání šikana ustala. 
Ve 14 letech Fjällgren začal zpívat místní tradiční písně. Širší pozornost získal, když zpíval za přítomnosti Karla XVI. Gustava a královny Silvie při jejich návštěvě bohoslužby v obci Funäsdalen. Když mu bylo 16 let, vydal album s názvem Onne vielle.

## Kariéra
V 26 letech se zúčastnil švédské soutěže Talang Sverige 2014 a se svými interpretacemi tradičních sámských písní zvítězil v hlasování diváků. Vystoupil s působivým provedením „Danielova joiku“, věnovaného svému nejlepšímu příteli Danielovi, který zemřel na cukrovku.  Po vítězství v soutěži a výhře 1 milionu švédských korun vydal 19. května 2014 své studiové album Goeksegh, složené především z materiálu, který předvedl během soutěže.  Podle vyjádření, jež poskytl v rozhovoru kolumbijské televizi, využil peníze za výhru v soutěži k založení cukrovkářské nadace na počest svého zemřelého přítele Daniela.
Dne 31. května 2014 vystoupil na „Saepmie Welcomes Festival“ – festivalu sámské kultury, který probíhal současně s fotbalovým pohárem světa ConIFA, konaným v Östersundu.  V červenci vystoupil ve švédské pěvecké show Allsång på Skansen, kterou vysílala televize SVT.
Fjällgren se zúčastnil také třetího semifinále soutěže Melodifestivalen 2015, a to se skladbou „Jag är fri (Manne leam frijje)“, a podařilo se mu postoupit do finále ve stockholmské Friends Areně. Tam se podle rozhodnutí poroty a výsledků televizního hlasování umístil na druhé příčce.
Téhož festivalu, z nějž má obvykle vzejít reprezentant do mezinárodní soutěže Eurovision Song Contest, se znovu zúčastnil v roce 2017 s písní „Eatneme gusnie jeenh dåaroeh“. Vystoupil s ní společně se zpěvačkou jménem Aninia 25. února 2017, kdy zároveň bylo vydáno i jeho druhé album Aatjan goengere. V roce 2018 zvítězil v taneční soutěži Let's Dance vysílané televizí TV4 . Byla rovněž ohlášena jeho účast v soutěži Melodifestivalen 2019 se skladbou „Norrsken“.